# Communauté de communes du Pays d'Olmes
La communauté de communes du Pays d'Olmes est une communauté de communes française, située dans le département de l'Ariège et la région Occitanie.

## Historique
Elle est créée le 26 décembre 1995 avec effet au 1er janvier 1996.
En 2017, Freychenet rejoint la communauté de communes.

## Territoire communautaire

### Composition
La communauté de communes est composée des 24 communes suivantes :

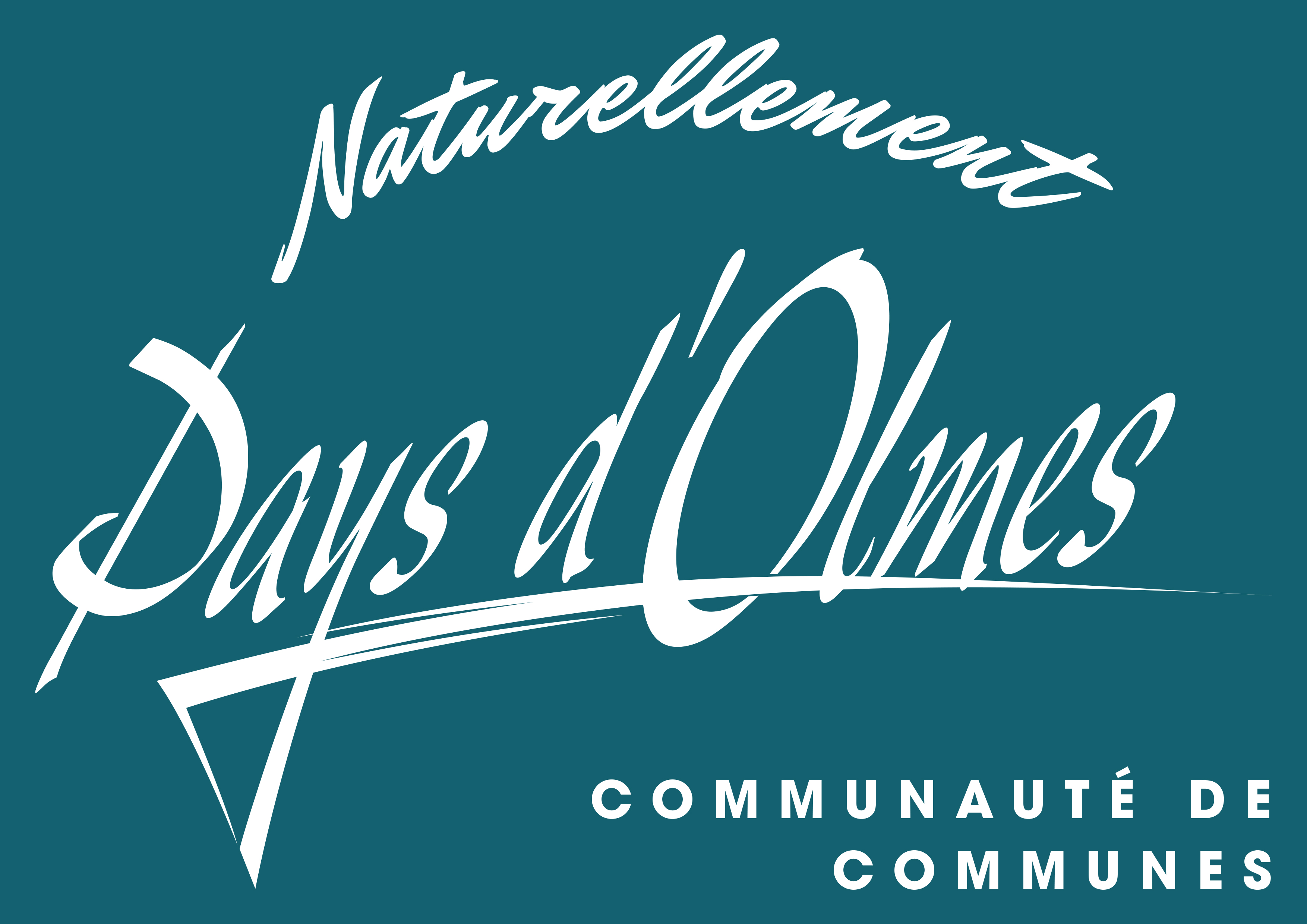

| Nom                       | Code Insee | Gentilé         | Superficie (km2) | Population (dernière pop. légale) | Densité (hab./km2) |
| ------------------------- | ---------- | --------------- | ---------------- | --------------------------------- | ------------------ |
| Lavelanet (siège)         | 09160      | Lavelanétiens   | 12,57            | 6 018 (2022)                      | 479                |
| L'Aiguillon               | 09003      | Aiguillonnois   | 6,37             | 375 (2022)                        | 59                 |
| Bélesta                   | 09047      | Ballestrucs     | 26,94            | 1 085 (2022)                      | 40                 |
| Bénaix                    | 09051      | Bénaixois       | 14,68            | 151 (2022)                        | 10                 |
| Carla-de-Roquefort        | 09080      | Carlarais       | 9,34             | 166 (2022)                        | 18                 |
| Dreuilhe                  | 09106      | Dreuilhois      | 6,93             | 363 (2022)                        | 52                 |
| Fougax-et-Barrineuf       | 09125      | Fougaxéens      | 31,48            | 430 (2022)                        | 14                 |
| Freychenet                | 09126      | Freychenetois   | 24,69            | 82 (2022)                         | 3,3                |
| Ilhat                     | 09142      | Ilhatois        | 6,89             | 124 (2022)                        | 18                 |
| Laroque-d'Olmes           | 09157      | Laroquais       | 14,36            | 2 414 (2022)                      | 168                |
| Lesparrou                 | 09165      | Esparronois     | 16,09            | 233 (2022)                        | 14                 |
| Leychert                  | 09166      | Leychertois     | 5,77             | 112 (2022)                        | 19                 |
| Lieurac                   | 09168      | Lieuracois      | 6,42             | 180 (2022)                        | 28                 |
| Montferrier               | 09206      | Ferrimontains   | 51,79            | 544 (2022)                        | 11                 |
| Montségur                 | 09211      | Montséguriens   | 37,16            | 116 (2022)                        | 3,1                |
| Nalzen                    | 09215      | Nalzenéens      | 5,5              | 112 (2022)                        | 20                 |
| Péreille                  | 09227      | Pereilleois     | 5,36             | 186 (2022)                        | 35                 |
| Raissac                   | 09242      | Raissacois      | 3,84             | 49 (2022)                         | 13                 |
| Roquefixade               | 09249      | Rocofissadois   | 12,31            | 150 (2022)                        | 12                 |
| Roquefort-les-Cascades    | 09250      | Roquefortains   | 7,08             | 83 (2022)                         | 12                 |
| Saint-Jean-d'Aigues-Vives | 09262      | Saint-Jeantéens | 4,52             | 370 (2022)                        | 82                 |
| Sautel                    | 09281      | Sautelois       | 9,13             | 127 (2022)                        | 14                 |
| Tabre                     | 09305      | Tabréens        | 2,83             | 342 (2022)                        | 121                |
| Villeneuve-d'Olmes        | 09336      | Villeneuvolmois | 5,92             | 962 (2022)                        | 162                |

### Démographie
| 1968   | 1975   | 1982   | 1990   | 1999   | 2008   | 2013   | 2019   |
| ------ | ------ | ------ | ------ | ------ | ------ | ------ | ------ |
| 17 769 | 19 224 | 19 093 | 18 661 | 16 550 | 16 278 | 15 443 | 14 832 |

## Administration

### Siège
Le siège de la communauté de communes est situé à Lavelanet.

### Les élus
Le conseil communautaire de la communauté de communes se compose de 47 conseillers, représentant chacune des communes membres et élus pour une durée de six ans.
Ils sont répartis comme suit :
| Nombre de conseillers | Communes                    |
| --------------------- | --------------------------- |
| 17                    | Lavelanet                   |
| 6                     | Laroque-d'Olmes             |
| 2                     | Bélesta, Villeneuve-d'Olmes |
| 1 (+1 suppléant)      | les autres communes         |

### Présidence
Lors du conseil communautaire du 15 juillet 2020, Marc Sanchez, maire de Lavelanet, est réélu président de la communauté de communes.
| Période                                  | Période      | Identité      | Étiquette | Qualité                      |
| ---------------------------------------- | ------------ | ------------- | --------- | ---------------------------- |
| Les données manquantes sont à compléter. |              |               |           |                              |
| 2001                                     | 2014         | Marc Sanchez  | PS        | Maire de Lavelanet           |
| 2014                                     | juillet 2020 | Gérald Sgobbo | LR-DVC    | Maire de Villeneuve-d'Olmes  |
| ?                                        | En cours     | Marc Sanchez  | DVG       | Maire de Lavelanet (2008 → ) |

- Les vice-présidents :
  - 1er : Patrick Laffont, délégué à l'économie, maire de Laroque-d'Olmes et Conseiller Départemental du canton de Mirepoix
  - 2e : Sandrine Garcia, déléguée à la petite-enfance, maire du Carla-de-Roquefort
  - 3e : Richard Moretto, délégué aux ressources humaines et à l'administration, maire du Sautel
  - 4e : Nicolas Digoudé, délégué aux sites et projets touristiques, maire de Montségur
  - 5e : Michel Sabatier, délégué à l'office de tourisme, musée du textile et peigne en corne, patrimoine historique, collaboration avec le pays d’art et d’histoire, maire de Roquefixade
  - 6e : Hervé Laffont, délégué à la randonnée, l'environnement et l'entretien des villages, maire de Fougax-et-Barrineuf
  - 7e : Roland Pujol, délégué à la mutualisation, 1er adjoint chargé des affaires générales et des personnels de Laroque d'Olmes
  - 8e : Jean-Luc Torrecillias, délégué aux affaires sociales, conseiller municipal délégué de Lavelanet
- Les conseillers délégués :
  - Claude Dès, 3e adjoint de l'urbanisme et de la tranquillité publique de Laroque d'Olmes, délégué au PLUI et à la sécurité
  - Jean-Louis Rossi, maire de Saint-Jean-d’Aigues-Vives, délégué aux chapiteaux et à l'évènementiel
  - Patrick Ferrié, maire de Nalzen, délégué aux filières courtes

### Régime fiscal et budget
Le régime fiscal de la communauté de communes est la fiscalité professionnelle unique (FPU).

## Projets et réalisations
La CCPO forme avec la Communauté de communes du Pays de Mirepoix le Pays des Pyrénées Cathares, labellisé Pays d'art et d'histoire.